# Parafia św. Apostołów Piotra i Pawła w Złotowie
 Parafia Świętych Apostołów Piotra i Pawła w Złotowie – parafia rzymskokatolicka należąca do diecezji bydgoskiej i dekanatu Złotów I.
Do parafii oprócz północnej części Złotowa należą także: Dzierzążenko, Łopienko, Nowiny, Nowy Dwór, Pieczynek, Stare Dzierzążno, Wielatowo i Zalesie.
Powołana 27 sierpnia 1998. Pierwszym proboszczem parafii został ks. Jacek Pawelczyk. Obecnie funkcję proboszcza pełni ks. Arkadiusz Kalinowski. Parafia liczy 4327 wiernych. Kościół parafialny budowany od 2001 został wykończony w stanie, że od 1 kwietnia 2011 roku wszystkie msze święte odbywają się w nowym kościele przy ulicy Leśnej.   

## Stowarzyszenia i Ruchy
W parafii działają stowarzyszenia i ruchy: Apostolstwo Dobrej Śmierci, Apostolat Maryjny Cudownego Medalika, Parafialny Zespół Caritas, Ministranci, Róże Różańcowe, Rycerstwo Niepokalanej Dziewcząt, Schola Dziecięca, młodzieżowy zespół muzyczny.